# Pinhôa
Pinhôa , também conhecida como a Capital do Oeste é uma aldeia portuguesa e se encontra no  concelho da Lourinhã (Moita dos Ferreiros). É pequena, mas o ambiente rural e os moinhos de vento tem atraido a  atenção dos turistas.
Esta pequena povoação vive, em sua maioria, do cultivo de batatas, milho, trigo e uva.
Tem ao todo cinco moinhos de vento totalmente renovados. Três deles mantém a actividade tradicional vendendo deste modo farinha de trigo e milho para o consumo da população. 